# Sabor a mí (programa de televisión)
Sabor a mí fue un programa de televisión de cocina conducido por Maru Botana. Comenzó a emitirse el 4 de septiembre del 2000 hasta fines del 2004 y del 20 de agosto de 2008 al 31 de diciembre de 2010, por el canal Telefe.
Durante la mayor parte de las temporadas acompañó a los conductores el locutor Diego Achaga. 
A lo largo de las temporadas el programa se emitió de lunes a viernes al mediodía en los horarios de las 11:30 y 12:00.
Durante varios años, el programa tenía emisiones especiales los días domingos. Estas, tenían el nombre de "Sabor a Mi Especial Domingo" e incluían la participación de distintos humoristas, entre ellos Anita Martínez. 
El programa siempre tuvo muy buena audiencia y el pico del éxito fue en 2009 y 2010 cuando se consagró como el programa más visto del mediodía en la televisión argentina con índices de audiencia de 9,4 puntos.

## Temporadas
En el 2002, Botana pasó a conducir "Maru a la tarde" y fue reemplazada en Sabor a mí por Manuel Ojea. Hubo cocineros invitados y un teléfono rojo con el que se comunicaban con la producción de otros programas de Telefé para intercambiar recetas con ellos. También formaron parte del ciclo, los humoristas Anita Martínez y Rodolfo Sansó (Alacrán).
La temporada 2003 inició el 7 de julio. Acompañando a Maru en la conducción, estuvieron: Matias Cutro encargándose de juegos, tales como "Dígalo bajo el agua" y "¿Cuánto pesa?", Chany Mallo y Mariana asistiendo en cocina, Adrián Ishii realizando platos de cocina asiática, Gerardo Larrosa en la locución, un muñeco grande antropomórfico llamado el oso Rafael, y cuatro títeres de mano que surgían de varios agujeros en la mesada de la cocina: Pochoclo, Lenteja, Cacharro y Finito.
En la temporada 2004, se añadió un escenario giratorio, una huerta, nuevos juegos interactivos llamados "Chus-me-río", "La Copa 'Rolando Arroz'", "La palabra volada", "Tres vs. Tres" y "Memocuatro" (Que eran versiones aggiornadas de juegos como el teléfono descompuesto y el ta-te-tí), y un elenco de bailarines asistentes.
En el 2008, se incorporó en la conducción Diego Pérez y como asistente de cocina, Sebastián Agost Carreño (Coco), quienes permanecieron en el programa durante las temporadas 2009 y 2010.
El 21 de septiembre de 2008,  Maru perdió a su hijo menor, Facundo, quien había nacido en marzo, a causa del síndrome de muerte súbita del lactante. A raíz de este suceso, el programa estuvo fuera del aire durante un mes. El 17 de octubre, Botana volvió brevemente a la pantalla por 15 minutos para compartir lo ocurrido. Finalmente, el 20 de octubre, el programa retomó su emisión habitual.
En 2010, como nuevo elemento del programa, se añadieron notas en exteriores. Diego Pérez entrevistaba a personalidades del espectáculo y el deporte, les preguntaba sobre temas de actualidad que los involucraban y los interrogaba sobre sus gustos y conocimientos gastronómicos. Maru entrevistaba a ejecutivos de hoteles y restaurantes y prestigiosos chefs. Por último, "Coco" recorría supermercados, carnicerías, pescaderías, verdulerías y ferias, con la intención de enseñar conocimientos básicos de materias primas. Por otro lado, continuaron recibiendo invitados y presentando juegos interactivos con el público. Además, comenzaron a responderse en vivo consultas de correos electrónicos y mensajes de Facebook y Twitter.
El programa terminó el 31 de diciembre, en medio de la incertidumbre de si continuar emitiéndose en 2011 o no. Finalmente, por decisión de la conductora y por la ida del coconductor, el programa no volvió. Por lo tanto, la emisión del 31 significó el final definitivo del ciclo.

## Premios y nominaciones

### Premios Martín Fierro
| Año  | Categoría                          | Reconocido  | Resultado |
| ---- | ---------------------------------- | ----------- | --------- |
| 2002 | Animación femenina                 | Maru Botana | Nominada  |
| 2009 | Mejor labor en conducción femenina | Maru Botana | Nominada  |